# SN 1965P
SN 1965P – supernowa odkryta 6 marca 1965 roku w galaktyce NGC 2599. W momencie odkrycia miała maksymalną jasność 15,70m.